# 달머스 라수라라
샐머스 러술랄라(Thalmus Rasulala, 1939년 11월 15일 ~ 1991년 10월 9일)는 미국의 배우이다. ABC 연속극 《원 라이프 투 리브》(1968-70) 원년 멤버이다.
마이애미에서 태어났으며 앨버커키에서 사망하였다. 사인은 심근 경색이다.

## 출연 작품
- 히쯔 (1992년)
- 행성 여행 (1992년)
- 뉴 잭 시티 (1991년)
- 검은 복수 (1990년)
- 열정의 람바다 (1990년)
- 더 패키지 (1989년)
- 형사 니코 (1988년)
- 주말의 유혹 (1986년)
- 흑과 백 (1986년)
- 아틱 히트 (1986년)
- 바보 네이빈 2 (1984년)
- 후커와 로마노 (1982년)
- 폭소 대소동 (1977년)
- 리벤지 게임 (1976년)
- 벅타운 (1975년)
- 미스터 리코 (1975년)
- 브라큐라 (1972년)
- 아웃 오브 타우너스 (1970년)

### 텔레비전
- 원 라이프 투 리브 (1968-70)
- 샌포드 앤 선 (1972-74)
- 뿌리 (1977)
- 코작 (1977)
- 달리는 사이먼 (1986-88)